# Farkasné Magda Terézia
Farkasné Magda Terézia (Rozsnyó, 1810 körül – Pest, 1859. február 23.) színésznő, Farkas József táncművész felesége, Hubenayné Magda Lujza testvére.

## Életútja
Atyja nemes Magda József városi tanácsos, anyja nemes Sikur Eszter volt (a szülők 1811. november 24-én kötöttek házasságot Rozsnyón). 1829-ben Farkas Józsefné néven lépett fel a pesti német színházban férje táncos és színész táncjátékában mint vendég. 1833–34-ben tagja volt a Dunántúli Színjátszó Társaságnak. Ezután Kassára került, majd 1843-ban Eperjes, 1844-ben Győr, 1846-ban Nagyvárad, 1847-ben Kecskemét következtek mint fontosabb állomások. Kisebb prózai szerepekben lépett színpadra, táncosnőként is sikerrel szerepelt. Özvegyként hunyt el 49 éves korában.
Farkas Józseffel közös gyermekük Farkas Jozefa Klára (Pest, 1829. március 29. – ?)

## Fontosabb szerepei
- Aurora (Albini: Míveltség és természet)
- Reagan (Shakespeare: Lear király)
- Julia (Bauernfeld: Vallomások)
- Signora Palpiti (Nestroy: Lumpáci vagabundus)